# Библиотека Виттена
Городская библиотека Виттена (нем. Stadtbücherei Witten) — публичная библиотека, расположенная в вестфальском городе Виттен; была основана в 1882 году как «народная библиотека» и располагалась в районе Аннен; в 1911 году была создана уже современная городская библиотека, а в 1968 году её центральное отделение переехало в бывшее здание банка «Sparkasse Witten», построенное в 1909 году.

## История и описание
Библиотека Виттена была основана в 1882 году как «народная библиотека» — её первое здание располагалось в районе Аннен. В 1911 году библиотека была расширена и переименована, став «Городской библиотекой»; в тот же период — в 1909—1911 годах — она переехала в только что построенное здание, которое сегодня занимает Виттенский музей. Первые 4588 томов поступили в библиотечные фонды от «Виттенской образовательной ассоциации» (Wittener Bildungsverein), а с включением в 1929 году библиотек районов Аннен, Рюдингхаузен, Стокум и Боммерн в состав общегородской библиотеки у неё образовались первые филиалы. В связи с устаревшими фондами, находившимися в плачевном состоянии, отделения в Боммерне, Рюдингхаузене и Шнее были вскоре закрыты — остались только отделения в Аннене и Стокуме.
В 1933 году Питер Эмиль Ноэль, состоявший директором Виттенского музея, был уполномочен местным отделением НСДАП заняться «очисткой» публичных библиотек и книжных магазинов от «нежелательной» литературы. Во времена национал-социализма была также массово закуплена литература, исповедовавшая идеологию «крови и почвы». В 1938 году библиотека переехала из здания музея в дом на площади Гумбольдтплац, которое было приобретено в конце 1935 — начале 1936 годов у «Ассоциации местной и региональной истории». После того как новое здание было разрушено в ходе одной из бомбардировок 1945 года, публичная библиотека была временно размещена в помещении школы имени Шиллера, находившейся в ремонте. В 1946 году библиотека сдала национал-социалистическую литературу союзным властям.
В 1948 году Виттенская библиотека переехала в дом на улице Нордштрассе. В 1955 году она переехала в новое здание ратуши и её фонды стали открыты для свободного доступа читателей (система «Freihandaufstellung»). В 1958 году в центре профессионального обучения на улице Хуземанштрассе была создана библиотека молодежной литературы. В 1960 году вновь открыт филиал в Рюдингхаузене, в 1961 — филиал в Боммерне. К 50-летию организации, в 1961 году, была издана книга по истории библиотеки — «Stadtbücherei Witten 50 Jahre». В 1968 году основное отделение переехало в здание на улице Рурштрассе, построенное в 1909 году для банка «Sparkasse Witten». В 1980-х годах пожар уничтожил около 15 % книжного фонда в филиале в Аннене.
Уже после повторного объединения Германии, в 1992 году, в библиотеке был введен электронный библиотечный каталог SISIS/OCLC. В 1996 году городcкие власти преобразовали свой административный аппарат, ответственный за культуру, в частное предприятие под названием «Kulturforum Witten», которое с тех пор официально ответственно за городскую библиотеку. В 2003 году районная библиотека в Рюдингхаузена была вновь закрыта. С 2004 года каталог библиотеки Виттена стал доступен через сеть Интернет. В 2006 году был закрыт филиал в Боммерне.